# Tenta (woreda)
Pour les articles homonymes, voir Tenta (homonymie).
Tenta est l’un des 105 woredas de la région Amhara, en Éthiopie.